# Thomas Naogeorgus
Thomas Naogeorgus, ook bekend onder de namen Thomas Kirchmeyer, Kirchmair en Neubauer (Straubing, 21 december 1508 – Wiesloch, 29 december 1563) was een Neolatijnse dichter, protestants theoloog, prediker en pamflettist tijdens de Duitse Reformatie. Zijn tragedie Mercator ('De koopman') is een bewerking van Hekastus van de Nederlandse toneelschrijver Macropedius. Dit Latijnse drama is weer gebaseerd op het Nederlandstalige drama Elckerlijc.

## Leven
Na de vroege dood van zijn ouders trad Naogeorgus in in het Dominicanerklooster in het nabijgelegen Regensburg. Het is niet duidelijk waar hij zijn opleiding genoten heeft. Wellicht behaalde zijn magistergraad aan de universiteit van Tübingen. In 1526 verliet hij het klooster om zich aan te sluiten bij de Reformatie en vertrok hij naar Neurenberg.
Van 1533 tot 1535 was hij prediker in Mühltroff. Vervolgens predikte hij op verzoek van Philipp Melanchthon in Sulza en vanaf 1542 in Kahla. Vanwege conflicten met collega's en zijn sympathie voor het calvinisme, zoekt hij in 1546 toevlucht bij vrienden in Augsburg (Georg Laetus en de Duitse theoloog Wolfgang Musculus). In 1546 wordt hij tevens benoemd als prediker in Kaufbeuren en in 1548 in Kempten. Daar wordt hij in 1550 ontslagen vanwege zijn scherpe kritiek op het Interim van Augsburg van 1548.
Met een beurs van Johann Jakob Fugger studeerde hij rechten in Basel in 1551. Hier sloot hij onder meer vriendschap met Bonifacius Amerbach, Ulrich Iselius en de drukker Oporinus. In 1551 werd hij eveneens aangesteld als prediker in het ziekenhuis van Stuttgart. Na vele klachten ging hij in 1561 prediken in Esslingen en in 1563 in Wiesloch in de calvinistische Keur-Palts. In Wiesloch overleed hij aan de pest op 55-jarige leeftijd.

## Religieuze opvattingen
Zijn religieuze opvattingen zijn sterk beïnvloed door Luther, maar zijn denkbeelden verschillen ook in grote mate van de lutherse leer. Zo werd zijn uitleg van het Bijbelboek 1 Johannes weersproken door Luther en Melanchthon. Na Luthers dood werd hij opnieuw verdacht van niet-lutherse denkbeelden.

## Werken
Zijn toneelstukken waren van grote invloed tijdens de Duitse Reformatie. In zijn drama's spreekt hij zich uit tegen het pausdom en het rooms-katholicisme. Zijn gedichten schrijf hij tijdens zijn omzwervingen. 
- Pammachius, 1538. Een tragedie over de geschiedenis van het pausdom van het vroege christendom tot de Reformatie.
- Mercator seu judicium ('De koopman of het oordeel'), 1540. Een aristophanische tragedie over de verschillen tussen de katholieke- en de lutherse rechtvaardigingsleer.
- Incendia seu Pyrgopolinices, 1541. Een politiek toneelstuk (sleuteldrama) over Hendrik II van Brunswijk-Wolfenbüttel, die in opdracht van Rome protestantse gebieden zou hebben laten brandschatten.
- Hamanus, 1543. Een tragedie over de Bijbelse figuur Haman, waarin hij indirect kritiek uit op het gedrag van eigentijdse ministers en adviesraden aan hoven.
- Carmen de bello Germanico, 1548.
- Epitome ecclesiasticorum dogmatum, 1548.
- Agricultura sacra, 1550 (1553?). Een leerdicht.
- Hieremias, 1551. Een tragedie over de Oudtestamentische profeet Jeremia. Hierin bekritiseert hij de halsstarrigheid van de eigentijdse wereldse autoriteiten tegenover profetische waarschuwingen en adviezen.
- Iudas Iscariotes, 1552. Een toneelstuk over de volgeling van Jezus, Judas Iskariot, die hem verraadde en zelfmoord pleegde. Het verraad van Judas staat symbool voor het verraad aan de evangelische zaak van bijvoorbeeld Melanchthon toen die zijn medewerking verleende aan het Interim van Leipzig.[2]
- Satyrarum libri quinque, 1555. Gedichten.
- Regnum papisticum, 1555. Leerdicht.

## Moderne uitgaven
Zijn verzamelde werken zijn uitgegeven met eigentijdse Duitse vertalingen door Hans-Gert Roloff (Berlin 1975-). ISBN 9783110113693